# Mirounga leonina
L'elefante marino del Sud (Mirounga leonina, Linnaeus 1758) è un mammifero carnivoro appartenente alla famiglia dei Phocidae. Allo stato attuale delle conoscenze, è il più grande rappresentante mai esistito della superfamiglia dei pinnipedi.

## Descrizione

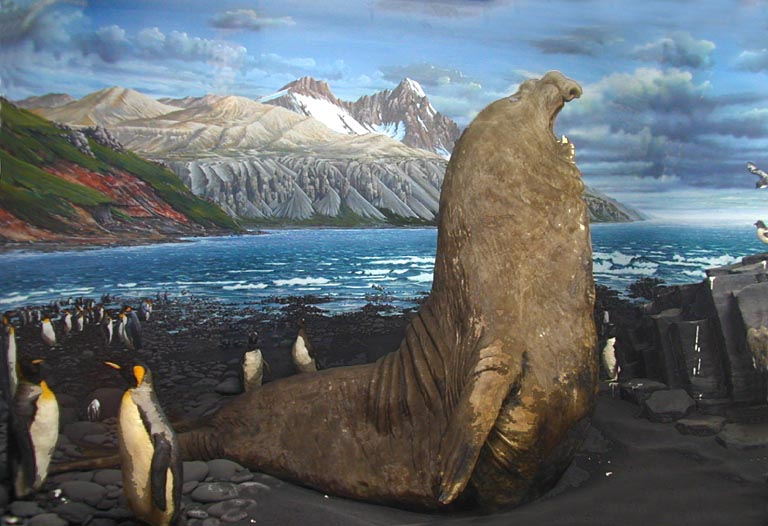
Diorama rappresentante un elefante marino circondato da pinguini imperatore.

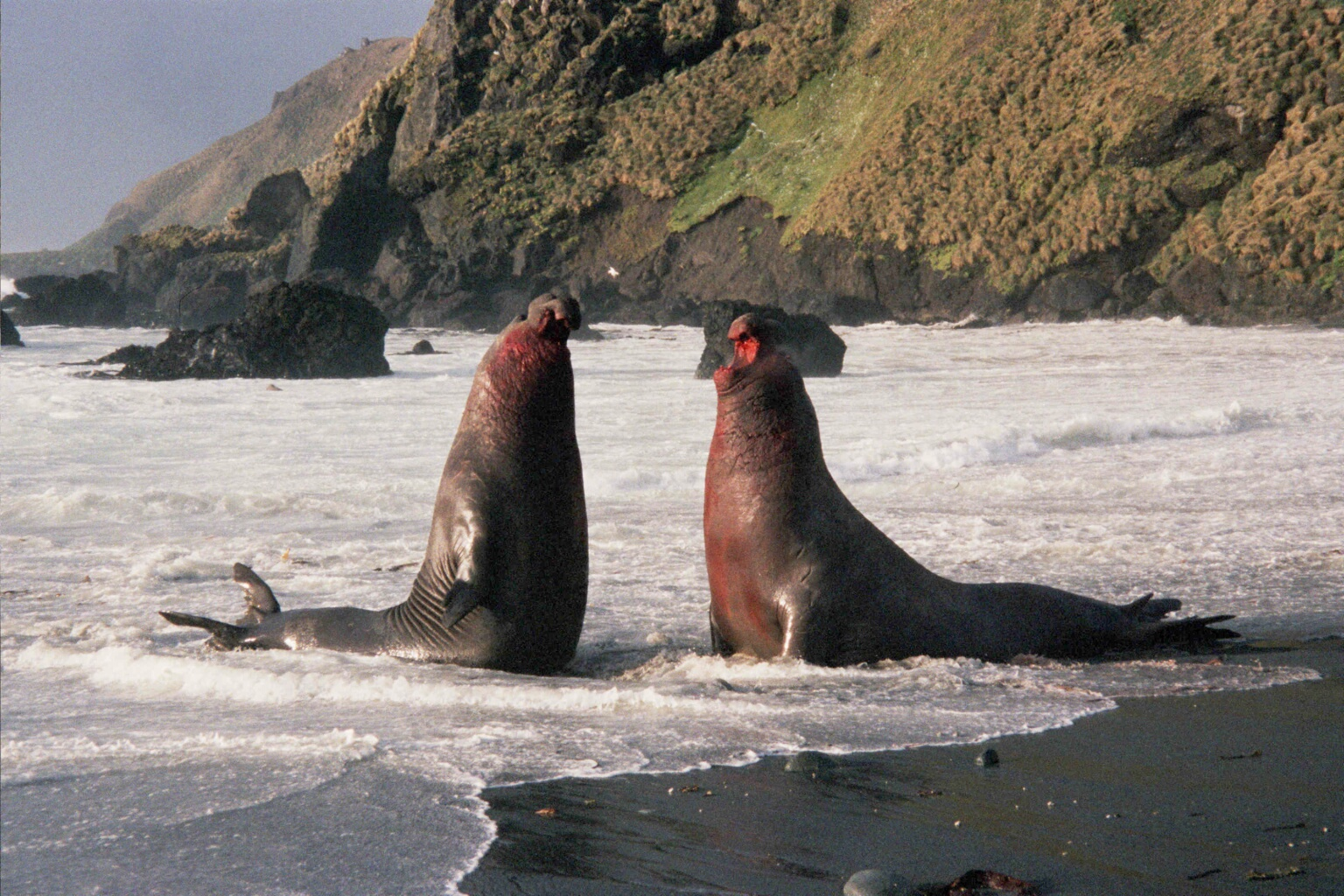
Maschi durante un combattimento nell'Isola Macquarie.

Questo pinnipede deve il proprio nome, in parte alla considerevole mole, ma soprattutto alla presenza negli individui maschi di una sacca nasale dilatabile, che ricorda una sorta di corta e tozza proboscide, in realtà essa serve come cassa di risonanza per i profondi ruggiti dei maschi nel periodo riproduttivo.
La specie è caratterizzata da un notevole dimorfismo sessuale, con le femmine molto più piccole e leggere rispetto ai maschi, i quali possono arrivare a misurare anche 6,5 metri, con un peso che può superare le 4 tonnellate; il colore del pelo varia da una tonalità di grigio chiaro a marrone chiaro. Le femmine misurano invece circa 3 metri di lunghezza e pesano mediamente circa 900–1500 kg.

## Distribuzione
Diffuso nelle acque dell'Antartide e nelle zone meridionali dell'oceano Pacifico, Indiano e Atlantico. Inoltre si riscontra anche negli arcipelaghi di Juan Fernández, Bouvet, Tristan de Cunha, Crozet, Kerguelen, Heard, Macquarie, Chatam e Nassau.

## Riproduzione
Sul finire dell'inverno australe, i maschi raggiungono le coste sabbiose di alcune isole subantartiche, dove iniziano a battagliare per 
delimitare i propri territori, nei quali potranno disporre di harem di 20-30 femmine. I maschi sono territoriali e collerici, difendono strenuamente il proprio harem, sia con intimidazioni acustiche, consistenti in ruggiti amplificati dalle grosse sacche nasali, sia combattendo fra di loro sferrandosi pesanti colpi con il capo e azzannandosi. In questo modo si definiscono chiare gerarchie nella colonia, con un maschio dominante disposto al centro, mentre i maschi subordinati aspettano ai margini; il leader per esercitare il proprio dominio, è costretto a non mangiare anche per 90 giorni, infatti se si allontanasse perderebbe il proprio posto e vanificherebbe gli sforzi compiuti. Le femmine digiunano per circa 30 giorni, i cuccioli venuti alla luce vengono svezzati nel giro di un mese, dopo di che saranno in grado di procacciarsi da soli il cibo.
Le femmine danno alla luce un solo figlio per volta, dopo una gestazione di circa un anno. I maschi raggiungono l'età adulta verso i 5 anni di età, mentre le femmine maturano già a 2 anni.